# Battaglia di Hondschoote
La battaglia di Hondshoote fu combattuta l'8 settembre 1793 nel corso delle Guerre rivoluzionarie francesi fra l'Armata del Nord repubblicana e la coalizione degli alleati. Essa venne vinta dall'esercito rivoluzionario comandato dal generale Jean Nicolas Houchard contro le truppe della coalizione di Federico Augusto di Hannover, duca di York, comandate dal maresciallo Wilhelm von Freytag.

## Antefatto
Nel mese di agosto 1793, il principe di Coburgo occupò Condé, Valenciennes, Le Cateau. A Dunkerque, il generale Souham, aiutato da Hoche resistette valorosamente all'assedio della città da parte delle truppe del duca di York. Hondschoote venne occupata dalle truppe di Hannover comandate dal maresciallo Freytag. Carnot ordinò al generale Houchard di liberare Dunkerque.

## Battaglia
Il 6 settembre, alla testa di un'armata di 40 000 uomini, Houchard marciò su Rexpoëde, Bambecque, Oost-Cappel. L'8 settembre, dopo un assalto alla baionetta, da parte dei gendarmi di fanteria di Parigi, egli entrò a Hondschoote.
Il duca di York tolse precipitosamente l'assedio a Dunkerque rifugiandosi a Furnes dove lo raggiunsero le rimanenti truppe di Freytag.
Alla battaglia presero parte, con il generale Houchard, anche il generale Jourdan, che rimase gravemente ferito nel corso di un assalto ai trinceramenti nemici, ed i futuri generali Brune e Bernadotte, mentre nel campo avverso con il duca di York combatté, al comando delle truppe austriache, il generale Alvinczy.

## Conseguenze
Accolto in trionfo a Dunkerque, Houchard fu poi accusato di lassismo per aver permesso la ritirata delle truppe nemiche.
Il tribunale rivoluzionario lo condannò a morte. Fu ghigliottinato il 16 novembre 1793.

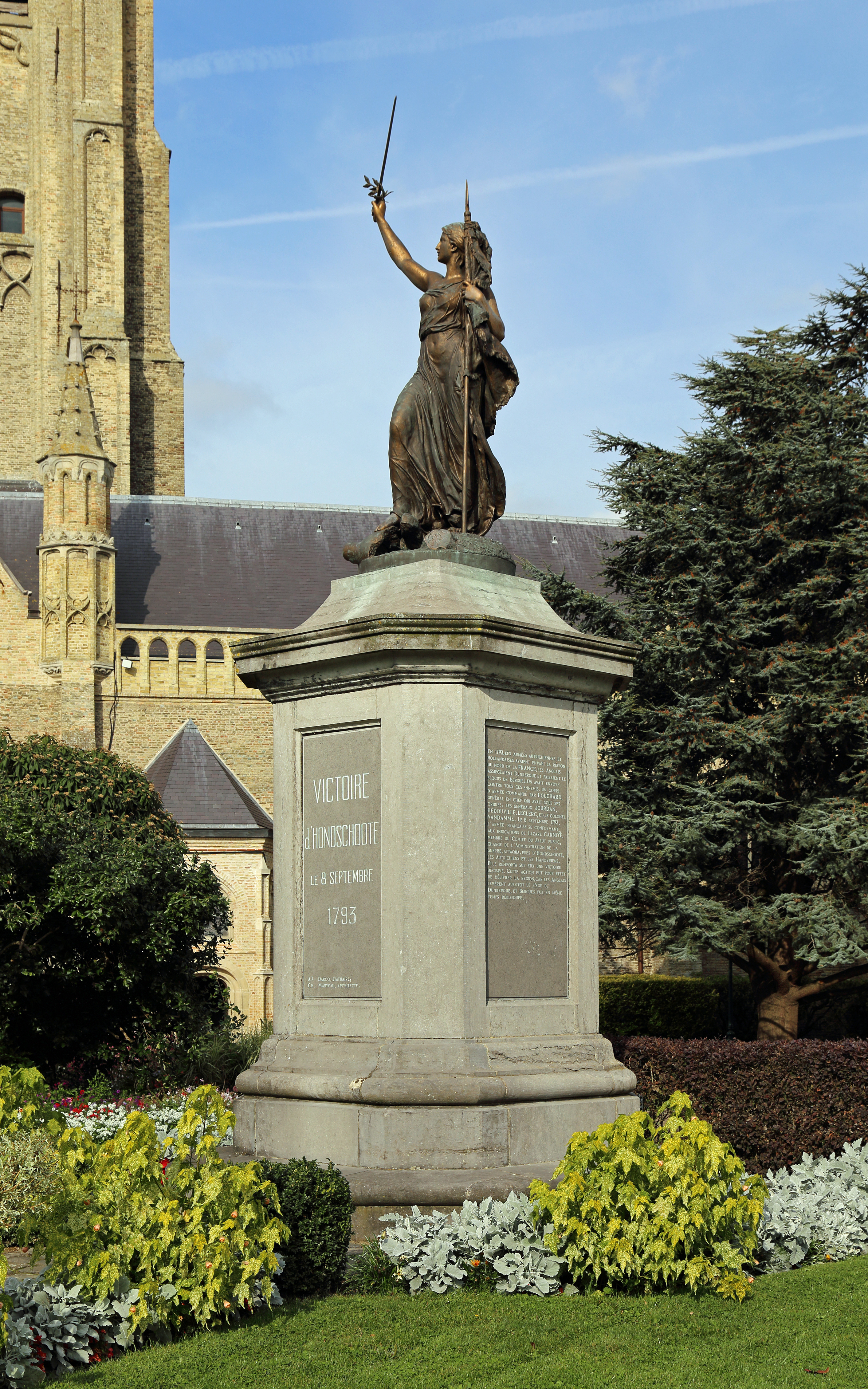
Hondschoote: monumento della battaglia